# Weingut Egon Müller-Scharzhof

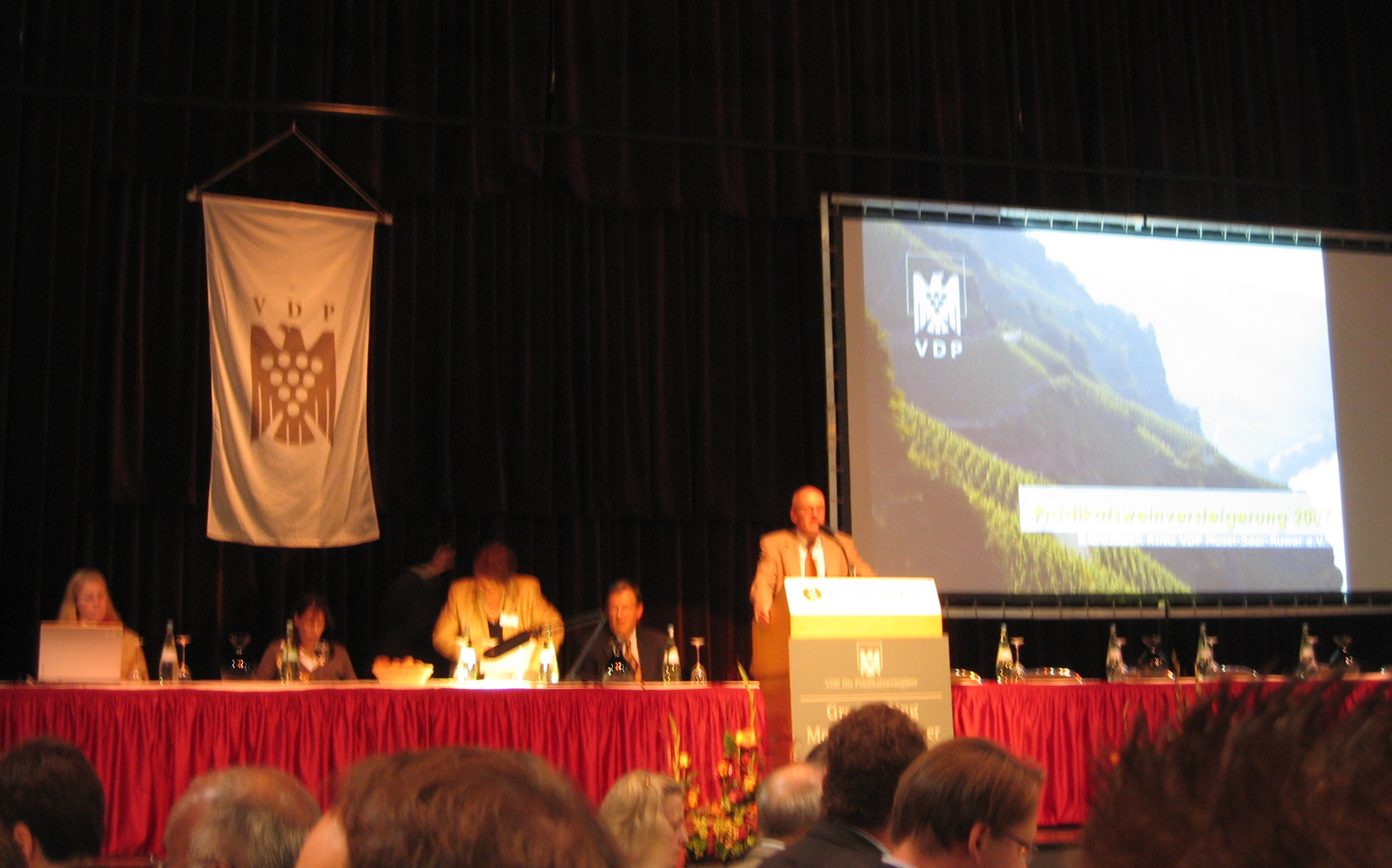
Egon Müller eröffnet die Versteigerung 2007 des VDP Großer Ring in der Europahalle Trier

Das Weingut Egon Müller-Scharzhof ist ein von Egon Müller IV geleiteter Familienbetrieb in Wiltingen und eines der bekanntesten Weingüter an der Saar. Die Familie Egon Müller ist Mitglied der Vereinigung Primum Familiae Vini.

## Geschichte

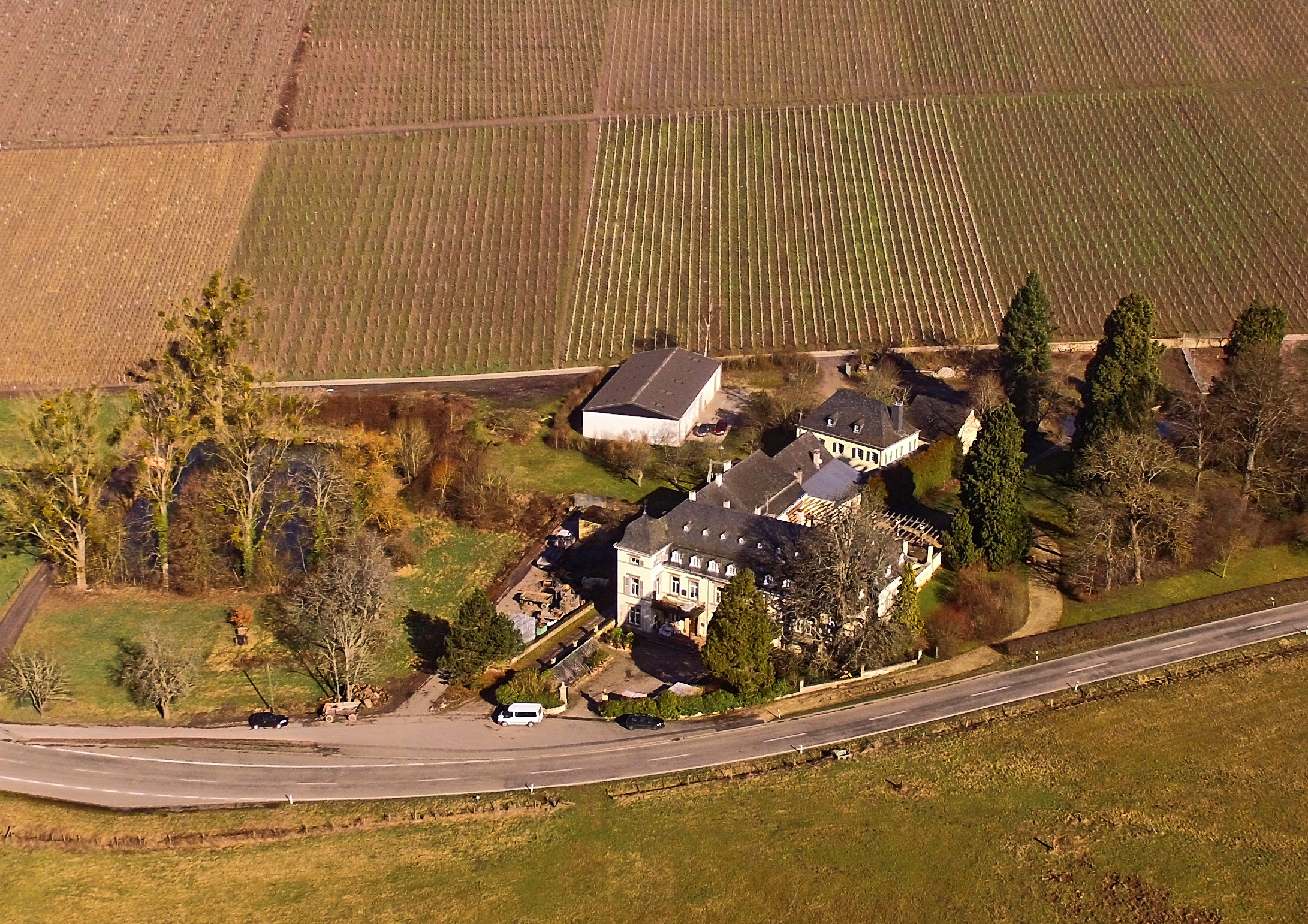
Im Vordergrund der neobarocke Neue Scharzhof, der Sitz des Weinguts

Im Jahr 1797 übernahmen die Vorfahren der Egon Müllers im Zuge der revolutionären Umgestaltung des französischen Staates in der Gemeinde Wiltingen Rebflächen, die sich zuvor seit mittelalterlicher Zeit als Kirchengut im Besitz des Klosters St. Maria ad Martyres befunden hatten. Seitdem befindet sich das kurzzeitig als Bien national verwaltete Areal in Familienbesitz; seit vier Generationen wird es von einem Egon Müller geleitet.
Egon Müller III richtete die Qualitätspolitik des Hauses in Richtung hochklassiger Produkte aus und kaufte freiwerdende Rebparzellen, wie die des Weingut „Le Gallais“ 1954. Mit diesem Kauf waren 2,5 Hektar in den Einzellagen „Wiltinger Kupp“ und „Wiltinger braune Kupp“ verbunden. Es folgten weitere Parzellen in der unmittelbaren Umgebung von Wiltingen. „Le Gallais“ gehörte ursprünglich der Familie Metz, der Gründerfamilie von Arbed. Egon Müller III übernahm 1945 das Weingut von seiner Mutter, die es bis zum Ende des Krieges geleitet hatte. Zur Vorbereitung auf seine Aufgabe besuchte er 1947/48 einen zweisemestrigen Betriebsleiterlehrgang an der Landeslehr- und Versuchsanstalt für Weinbau, Gartenbau und Landwirtschaft in Trier.
Das Weingut Egon Müller-Scharzhof besitzt Rebflächen im Weinbaugebiet Weinbaugebiet Mosel und erzeugt mit 16 ha etwa 80.000 Flaschen Saarwein pro Jahr.

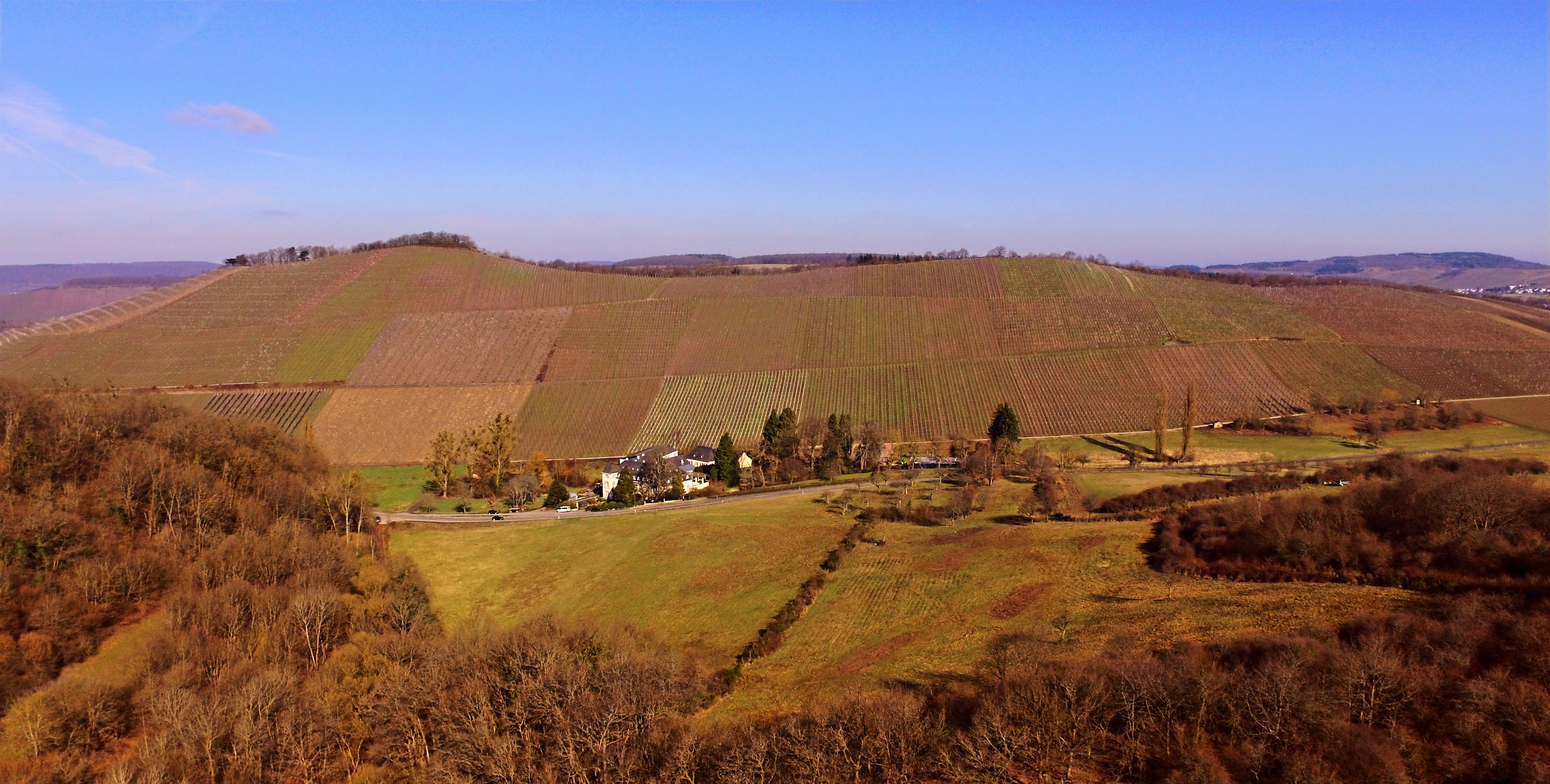
Scharzhofberg, darunter im Vordergrund der große neue Scharzhof

Unter dem Namen Scharzhofberger werden 27,3 ha eines Hanges östlich des Scharzhofes vermarktet.
Das Weingut Egon Müller bewirtschaftet einen Teil davon, er ist die namengebende Lage des Weinguts. Die Weinlage Scharzhofberg erstreckt sich etwa zwei Kilometer außerhalb von Wiltingen in Richtung Oberemmel auf einem genau nach Süden weisenden Devon-Schieferhang. Sie ist der Teil der Großlage Scharzberg des Weinbaugebiets Mosel.

## Weine
Müllers Beeren- und Trockenbeerenauslesen und die Eisweine erzielen Spitzenpreise. Die Weine werden nicht „jahrgangsweise“ verkauft, einige Weine werden nur nach ausreichender Flaschenreife als Raritäten angeboten. Lediglich etwa fünf Prozent einer Durchschnittsernte werden auf den jährlichen Versteigerungen des Großen Ringes Mosel-Saar-Ruwer, dessen Vorsitzender Egon Müller IV ist, angeboten.
Eine Trockenbeerenauslese aus dem Jahrhundertsommer 2003 erzielte den bisher höchsten Preis für einen Jungwein.
Hugh Johnson schrieb über den Scharzhofberger Riesling:

„Der reichhaltige und rassige Scharzhofberger Riesling gehört in Auslesejahrgängen zu den besten Weinen der Welt.“

## Filme
- Mythos Scharzhofberg  – Der teuerste Weißweinberg der Welt. Dokumentarfilm, Deutschland, 2017, 29:37 Min., Buch und Regie: Paul Weber, Produktion: SWR, Reihe: made in Südwest, Erstsendung: 22. November 2017 bei SWR Fernsehen, Inhaltsangabe von ARD, online-Video, aufrufbar bis zum 17. Oktober 2019.

- Weinwelten – Der teuerste Wein der Welt. Fernseh-Reportage, Deutschland, 2011, 4:18 Min., Buch und Regie: Michael Bär, Produktion: Deutsche Welle (DW), Redaktion: euromaxx, Reihe: Weinwelten, Erstsendung: 10. Oktober 2011 bei DW, Inhaltsangabe und online-Video von DW.